# Hoții de trupuri (film)
Hoții de trupuri (titlu original: The Body Snatcher) este un film american thriller de groază din 1945 regizat de Robert Wise bazat pe povestirea "The Body Snatcher" de Robert Louis Stevenson. Rolurile principale au fost interpretate de actorii Boris Karloff și Bela Lugosi în ultima lor apariție cinematografică împreună.. Este distribuit de RKO Radio Pictures.

## Distribuție
- Boris Karloff - Cabman John Gray
- Béla Lugosi - Joseph
- Henry Daniell - Dr. Wolfe "Toddy" MacFarlane
- Edith Atwater - Meg Camden
- Russell Wade - Donald Fettes
- Rita Corday - Mrs. Marsh
- Sharyn Moffett - Georgina Marsh
- Donna Lee – Street singer

## Producție
Filmările au avut loc în perioada 25 octombrie - 17 noiembrie 1944. 
The Body Snatcher este unul din cele trei filme pe care Boris Karloff le-a făcut pentru RKO Radio Pictures între 1945 - 1946, și care au fost produse de Val Lewton. Celelalte două filme sunt Isle of the Dead și Bedlam.

## Primire
- 2001: AFI's 100 Years...100 Thrills – Nominalizare[4]